# Hassocks
Hassocks – wieś w Anglii, w hrabstwie West Sussex, w dystrykcie Mid Sussex. Leży 46 km na wschód od miasta Chichester i 65 km na południe od Londynu. W 2001 miejscowość liczyła 6821 mieszkańców.